# Eumeces algeriensis
El bulán (Eumeces algeriensis) es una especie de lagarto de la familia Scincidae.

## Descripción
Escíncido de gran tamaño, con extremidades relativamente cortas. Coloración de fondo parda sobre la que se haya numerosas bandas transversales anaranjadas y blancas. Similar a los miembros del género Tiliqua, aunque más pequeño, midiendo entre 30 y 43 cm. 
Especie con dimorfismo sexual, los machos son más grandes y cabezudos que las hembras.

## Distribución
Comprende el Magreb, la subespecie presente en Marruecos es la nominal. El bulán se halla presente en Melilla.

## Hábitat
En el Rif ocupa campos de cultivos cerealistas y estepas de Macrochloa tenacissima, es el escíndido más distribuido de Marruecos.
Se halla en matorrales mediterráneos, pastizales, costas arenosas, cultivos, pastos y huertos.